# 長野県長野吉田高等学校
長野県長野吉田高等学校（ながのけん ながのよしだこうとうがっこう、通称：吉田高校）は、長野県長野市吉田二丁目にある高等学校。

## 概要
もともとは郡内農業組合による東部農学校として開校された。旧戸隠村（現在の長野市）に定時制の分校がある。
文化祭は北信五岳に由来して暁峰祭（通称：G祭）と称する。

## 沿革
- 1908年（明治41年）4月22日 - 上水内郡組合立東部農学校として開校。
- 1923年（大正12年）3月31日 - 県立移管。長野県上水内農学校と改称。
- 1926年（大正15年）3月 - 実業補習学校教員養成所（後に長野青年師範学校に改称）を上水内農学校敷地内に併設。
- 1926年（大正15年）10月 - 文学博士・高野辰之氏の作詞、清水弥平氏の作曲により上水内農学校校歌（現在の長野吉田高校校歌）完成。
- 1947年（昭和22年）4月1日 - 学制改革により併設中学校設置。
- 1948年（昭和23年）4月1日 - 学制改革により長野県長野農業高等学校となる。全日制及び定時制（吉田本校、芋井・戸隠・柵・鬼無里・小田切分校）を設置。
- 1948年（昭和23年）4月1日 - 実業学校規定廃止。上水内農学校は発展的解消。新制併設中学校廃止。
- 1954年（昭和29年）4月1日 - 普通科を併設。
- 1956年（昭和31年）4月1日 - 長野県長野吉田高等学校に改称。定時制小田切分校を本校に統合。
- 1958年（昭和33年）11月15日 - 創立50周年記念式挙行。
- 1962年（昭和37年）3月 - 定時制芋井分校を本校に統合。
- 1963年（昭和38年）3月 - 定時制柵分校を戸隠分校に統合。
- 1965年（昭和40年）4月 - 定時制吉田本校募集停止。
- 1966年（昭和41年）9月9日 - 新体育館（現在の第2体育館）落成式挙行。
- 1968年（昭和43年）3月 - 定時制鬼無里分校募集停止。定時制農業科を普通科に転科。
- 1969年（昭和44年）3月 - 定時制鬼無里分校を戸隠分校に統合。
- 1972年（昭和47年）2月 - 校舎改築第1期工事着工。
- 1972年（昭和47年）7月 - 校舎改築第2期工事（中校舎・南校舎）着工。
- 1972年（昭和47年）2月 - 校舎改築第1期工事落成。
- 1973年（昭和48年）2月 - 校舎改築第2期工事（中校舎・南校舎）落成。
- 1973年（昭和48年）7月 - 校舎改築第3期工事（西校舎・本館）着工。
- 1974年（昭和49年）4月 - 校舎改築第3期工事（西校舎・本館）落成。
- 1974年（昭和49年）11月 - 校舎改築落成記念式典挙行。
- 1978年（昭和53年）4月1日 - 農業科募集停止。
- 1980年（昭和55年）2月 - 創立70周年並びに農業科閉科記念式挙行。
- 1981年（昭和56年）8月 - 第2グラウンド完成。
- 1983年（昭和58年）3月 - 合宿所落成。
- 1986年（昭和61年）11月 - 新体育館（現在の第1体育館）落成。
- 1986年（昭和61年）12月 - 部室棟・弓道場・格技室・クラブ練習室落成。
- 1987年（昭和62年）5月 - 開校80周年記念式典挙行。
- 1997年（平成9年）4月 - 旧本館解体工事。
- 1998年（平成10年）12月 - 新校舎（現在の本館）竣工。
- 2000年（平成12年）5月 - 創立90周年記念式典挙行。
- 2006年（平成18年）5月 - 戸隠分校校舎移転。
- 2008年（平成20年）10月 - 創立100周年記念式典挙行。
- 2011年（平成23年）3月 - 入試制度を見直し前期試験を廃止。
- 2015年（平成27年）12月 - 弓道班が全国高等学校弓道選抜大会で男子団体優勝。
- 2018年（平成30年）10月 - 創立110周年記念式典を長野県県民文化会館にて挙行。

## 著名な出身者
- 今井博幸 - * 今井博幸 - 1992年アルベールビルオリンピック、1994年リレハンメルオリンピック、1998年長野オリンピック、2002年ソルトレークシティオリンピッククロスカントリースキー日本代表[1]。
- 大屋秀作 - バスケットボール選手、日立サンロッカーズ。
- 風間辰一 - 長野県議会議員、第88代長野県議会議長。[2]
- 小林彗歩 - 山梨大学名誉教授。[1]
- 小松隆志 - 映画監督、脚本家。
- 小松美帆 - 元信越放送アナウンサー。[3]
- 斎藤陽子 - タレント、元長野朝日放送アナウンサー。
- 坂橋克明 - ラジオパーソナリティ、元信越放送アナウンサー。
- 永島充 - 観世流能楽師。重要無形文化財総合指定保持者。
- 野村達雄 - Googleエンジニア、Niantic, Inc. Tokyo Studio代表（Pokémon GO開発者）。
- 兵頭二十八 - 軍事評論家、よろずライター。
- ヒグチアイ - シンガーソングライター。
- 宮島岳史 - 俳優、声優。
- 宮本優希 - トランペット奏者
- 村田淳一 - フルート奏者
- 藤岡牧夫 - イラストレーター、絵本作家。[1]
- 松田光平 - 長野市議会議員。[2]
- 宮川俊彦 - 国語作文教育研究所所長。[4]
- 山本晴信 - 長野市議会議員。[2]

## 校章
- 校章

「高」の字に稲の葉と林檎の葉をあしらったもの。

## 校歌・応援歌
- 長野県長野吉田高等学校校歌（作詞: 高野辰之、作曲: 清水弥平）

1926年（大正15年）10月に長野県上水内農学校校歌として制定。

## 交通
- 長野電鉄長野線：桐原駅(最寄駅)
- しなの鉄道北しなの線：北長野駅